# Mezuza

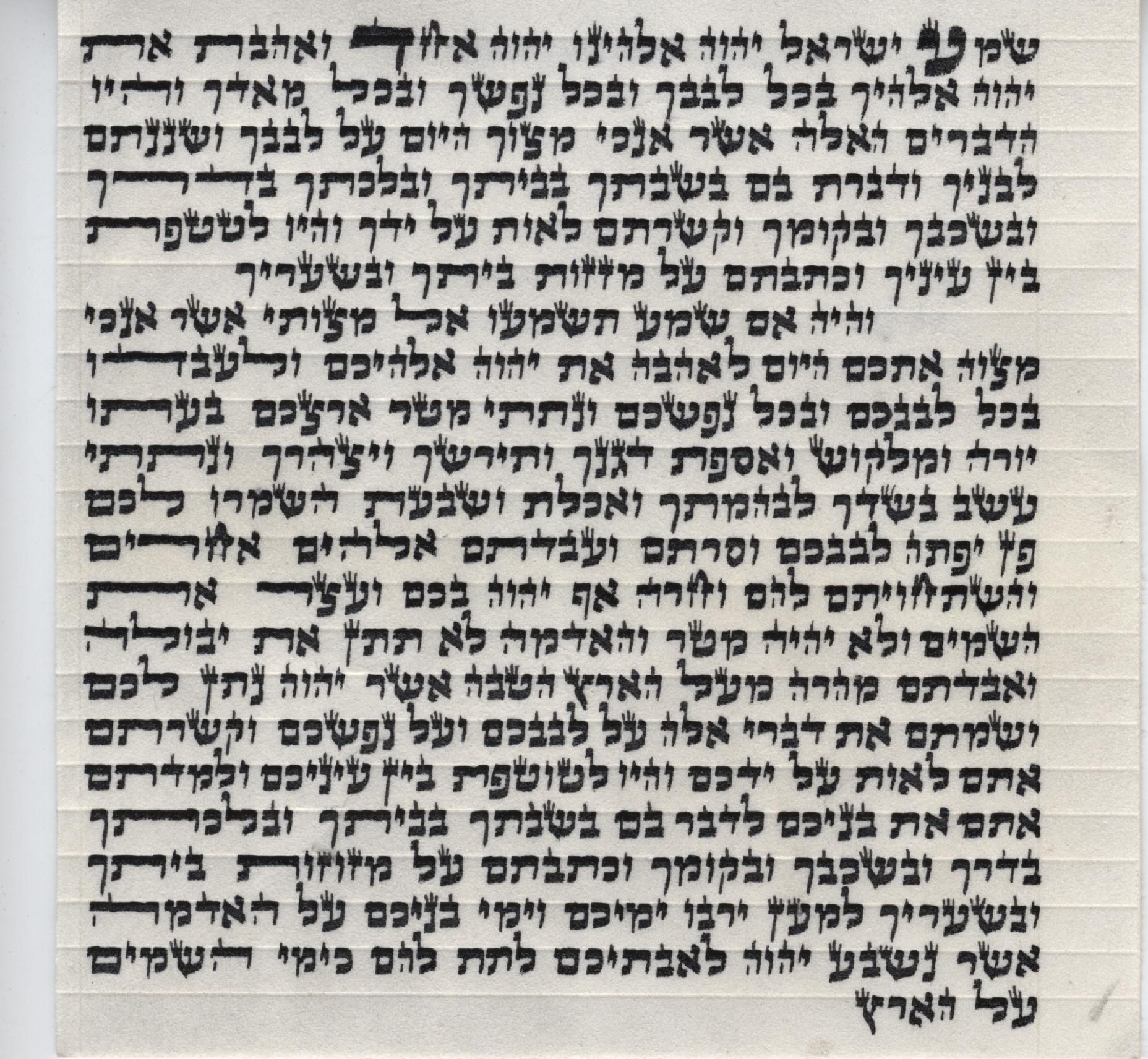

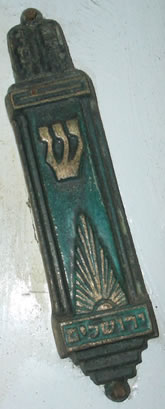
Mezuza tok

A mezuza (mezúza, mezüze) (מְזוּזָה többes számban: מְזוּזוֹת) az egyik legismertebb zsidó jelkép. Az ajtófélfára szerelt, gyakran díszes tokba helyezett, pergamenlapra írt imádság.

## Története
A mezuza használatát az ősidőkben a mózesi törvény írta elő „s írjátok azokat házad és kapuid ajtófélfáira”. A pergamen a „Halljad Izrael” kezdetű ima első két versszakát tartalmazza. (Mózes V 6:4-9)
A hagyomány szerint a mezuzát, ami többek között az egyiptomi tizedik csapásra emlékeztet a bejáratnál, és olyan helyiségek ajtaján kell elhelyezni, ahol étkezni, vagy aludni szoktak (ezért például a zsinagóga ajtajára nem szokás kitenni). Ettől az előírástól a gyakorlatban sokan eltérnek, mert manapság általában csak a bejárati ajtóra szerelnek mezuzát, míg mások irodák, laboratóriumok ajtaján is így jelzik, hogy itt zsidók vannak, míg mások a lakásuk ajtajára is félnek kitenni, mivel jelzi, hogy az adott lakásban zsidók laknak.
A mezuza tokja (bájit) készülhet fából, fémből, bakelitből, alabástromból, csontból, kőből vagy bármi arra alkalmas anyagból. Az alakjára a legfontosabb megkötés, hogy a felső egyharmadán legyen egy ablak, hogy a „Mindenható” felirat (Saddáj) látható legyen, vagy ugyanitt legalább a sin betű legyen feltüntetve.